# Ollekebolleke (dichtvorm)
Het ollekebolleke is een versvorm die in 1974 in het Nederlandse taalgebied werd geïntroduceerd door Drs. P, daarbij terzijde gestaan door Ivo de Wijs en Pieter Nieuwint. Hij noemde de dichtvorm naar het gelijknamige kinderversje, omdat het metrum van het ollekebolleke overeenkomt met dat van het woord "ollekebolleke".
In het Engelse taalgebied was het ollekebolleke al sinds 1951 bekend onder namen als Jiggery Pokery, Higgledy Piggledy of Double Dactyl. De laatste naam verwijst naar de versvoet van het ollekebolleke: een dubbele dactylus. De Double Dactyl werd in het najaar van 1951 in Rome ontwikkeld door de Amerikaanse literatuurwetenschappers Anthony Evan Hecht (1923-2004) en Paul Pascal (1925). De vormvereisten van deze oervorm zijn iets anders dan die van de Nederlandse ollekebolleke.

## Vorm

### Voorbeeld
1 O Wikipedia!
2 Wat een artikelen...
3 Zo veel te lezen en
4 Zo weinig tijd
5 Dat mijn onwetendheid
6 Encyclopedische
7 Omvang bereikt heeft
8 Is nu wel een feit

### Toelichting voorbeeld
Een ollekebolleke voldoet aan de volgende strenge eisen:
- Het is een puntdicht (de tekst is humoristisch en heeft een pointe).
- Het bestaat uit twee strofen van elk vier versregels.
- Het metrum is de dactylus: drie lettergrepen, waarvan de eerste beklemtoond is (heffing) en de volgende twee onbeklemtoond (daling). Elke regel kent twee dactyli, behalve de regels 4 en 8, waarin de laatste twee onbeklemtoonde lettergrepen wegvallen. In de laatste twee regels van elke strofe mogen de dactyli, naargelang dat de inhoud ten goede komt, vrijelijk over de versregel verdeeld worden.

Schematisch:
1 Olleke - bolleke
2 Olleke - bolleke
3 Olleke - bolleke
4 Olleke - bol
5 Olleke - bolleke
6 Ollekebolleke
7 Olleke - bolleke
8 Olleke - bol
- Regel 1 is een motto, uitroep of verzuchting.
- Regel 2 duidt het onderwerp aan.
- Regel 6 bestaat uit één zeslettergrepig woord met de hoofdklemtoon op de vierde lettergreep.

('levensverzekering' kan dus niet; 'melkboerenhondenhaar' wel).
- Regel 8 rijmt op regel 4 (volrijm).
- Enjambementen komen alleen voor tussen de regels 3 en 4, en tussen de regels van de tweede strofe.
- In de regels 3, 4, 7 en 8 is een vrijere regelval toegestaan als daar esthetische of inhoudelijke redenen voor zijn.[1]

## Over het ollekebolleke
De verzamelde ollekebollekes van Drs. P verschenen in Zeslettergrepigheid. De beste ollekebollekes van Drs. P, samengesteld, bezorgd, ingeleid en toegelicht door Cees van der Pluijm (februari 2009). De ontstaansgeschiedenis van het ollekebolleke en de ontwikkeling van de Nederlandse variant ervan, worden in dit boek uitvoerig behandeld.

## Trivia
- Drs. P herschreef de Odyssee in ollekebollekevorm: De Odyssee van Drs. P (ISBN 90-388-1410-0).
- Drs. P maakte ook een beschrijving van een ollekebolleke in een ollekebolleke.
- Drs. P schreef zijn eigen rouwadvertentie in NRC Handelsblad en de Volkskrant in de vorm van een ollekebolleke.[2]
- De Friese dichter-zanger Pytjon Sikkema introduceerde in de jaren zeventig de Friese variant van het ollekebolleke: de hupsûppengroatenbrij. Hij ontleende de naam aan het lied De Skotse Trije dat begint met: "Hup! sûpengroatenbrij en ik sil dy wol krije!" (uit de bundel: Fryslân Sjongt).

## Afleidingen
Een uit het ollekebolleke ontstane versvorm is aquarium.